# Giancarlo Manzoni
Pour les articles homonymes, voir Manzoni.
Giancarlo Manzoni, né le 19 novembre 1938 à Blessagno (Lombardie) et mort le 14 juin 2013, est un coureur cycliste italien, professionnel de 1960 à 1964.

## Palmarès
- 1959
  - Coppa Caldirola
- 1961
  - 2e du Grand Prix de l'industrie et du commerce de Prato

## Résultats sur les grands tours

### Tour d'Italie
4 participations
- 1960 : 28e
- 1961 : 60e
- 1962 : 27e
- 1963 : abandon

### Tour de France
1 participatio,
- 1962 : 49e